# هيبسيلوفودونتيات
الهيپسيولوفودونتيات (Hypsilophodontidae) هي فصيلة محتملة من ديناصورات الأورنيثوپودات، وقد شملت أصنوفات من جميع أنحاء العالم والتي امتدت من الچوراسي الأوسط إلى الطباشيري المتأخر.